# قز الخاص
قز الخاص (تُعرف أيضاً بـ الرابية) قرية سورية تتبع ناحية الحديدة في منطقة تلكلخ في محافظة حمص. بلغ عدد سكانها 543 نسمة في عام 2004 حسب إحصاء المكتب المركزي للإحصاء.